# Putin debe marcharse

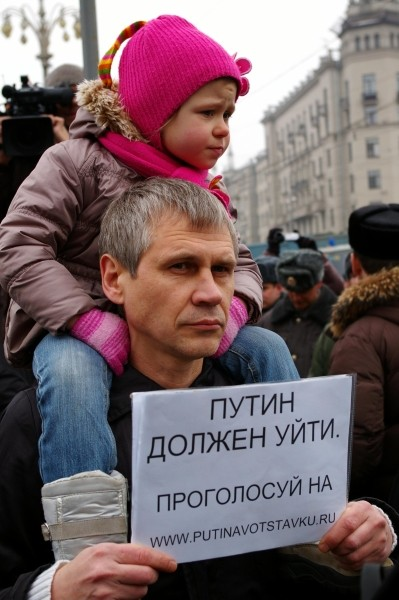
Manifestante portando cartel pidiendo la marcha de Vladimir Putin. Dicha manifestación fue prohibida por las autoridades rusas en Moscú.

Putin debe marcharse es la traducción al español de la página web pública rusa: Putin dolzhen uytí (Путин должен уйти). La web fue creada el 10 de marzo de 2010 por activistas y artistas rusos opuestos al régimen político de Vladímir Putin. En ella pueden leerse mensajes y firmas en un libro de visitas para pedir la dimisión del Presidente de la nación.

## Declaración
Los organizadores de la web publicaron una carta dirigida a los "ciudadanos de Rusia" en la que se criticaba duramente las actividades de Putin:

Declaramos que la situación sociopolítica actual está acabando con Rusia. Estamos en manos de un "arquitecto", un "custodio" y un "guardián" cuyo nombre es Vladímir Putin. No se podrán hacer reformas necesarias mientras él esté en el poder. El primer paso para una nueva y Rusia libre es quitarse las cadenas del "putinismo".

Dicha petición incluye un listado de las reformas fallidas y supuestos crímenes como la segunda guerra chechena y las explosiones en edificios rusos.
Otro blanco de las críticas es el anterior Presidente Borís Yeltsin y su círculo de consejeros y personas cercanas, este es acusado de otorgar a Putin la presidencia para garantizar su propia seguridad. A las críticas también se suma el Presidente Dmitri Medvédev, calificado como "el lazarillo obediente".
La nota fue escrita de manera anónima, aunque algunas fuentes alegaron que podría tratarse de simpatizantes del ajedrecista y opositor Gari Kaspárov, el cual declaró: 

La pieza clave fue el texto en sí. El grupo estuvo trabajando durante dos semanas. Mi función principal era moderar y administrar los comentarios y buscar un consenso entre todos los firmantes (desde Vladímir Bukovski hasta Yuri Mujin). Dicha faena requería una selección meticulosa de las palabras. No fue nada fácil formular el encabezado de la petición. Hubo dos opciones a elegir: "Putin debe dimitir" o "Abajo Putin". La primera fue descartada porque era un llamamiento claro a Medvédev, y la otra recordaba a los tiempos bolcheviques. Dos días antes de la apertura de la website propuse la frase "Putin debe marcharse", mensaje con el que todos coincidieron. Otro tema delicado fue tratar la década de los 90, época del que tenemos malos recuerdos. Acordamos que debíamos hablar de ello sin excedernos, por eso contamos con gente como Borís Nemtsov. Nuestro proyecto fue un éxito porque creamos un texto que conectaba con la opinión pública.

La entrada principal fue redactada por el politólogo Andréi Piontkovski, el cual afirmó su autoría en Radio Liberty.

## Firmas
El escrito fue firmado por treinta y cuatro personalidades públicas de diferentes espectros políticos o profesionales: los activistas Yelena Bónner, Vladímir Bukovski y Lev Ponomariov, el ajedrecista Gari Kaspárov, el político Borís Nemtsov, el conspiracionista Yuri Mujin (activista), el economista Andréi Ilariónov, los escritores Zajar Prilepin y Víktor Shenderóvich, el músico Mijaíl Borzykin, librepensadores como Gueidar Dzhemal, etc. La mayoría de ellos son miembros de la Asamblea Nacional.
Los políticos opositores Mijaíl Kasiánov, Vladímir Ryzhkov y Eduard Limónov también prestaron su apoyo a la campaña, aunque no firmaron el documento.

## Difusión
La carta apareció en la revista en línea Yezhednevny Zhurnal (Ежедневный журнал), cuya website fue atacada por hackers. Para prevenir más incidentes se creó la página web "PutinVotstavku.ru" (hasta enero de 2011 cuando cambió al dominio ".com") También fue publicada en las publicaciones en línea Grani.ru y Kasparov.ru.

## Estadísticas de firmas
El 15 de marzo de 2010, la publicación Newtimes.ru publicó un análisis estadístico de las firmas categorizados en dos grupos: lugar de residencia y profesión. Con los datos se llegó a la conclusión que la mayoría eran ciudadanos de clase media.
Con una porción de 7500 firmas recogidas por todo el país (a excepción de algunas repúblicas autónomas, entre ellas la región del Cáucaso Norte). La más activa fue Moscú con un 28,8% y Leningrado con un 11,3%. Una mayoría relativa de los votos procedían de los distritos federales de Siberia y los Urales, regiones con alto nivel de recesión industrial. Respecto a la diáspora rusa, el porcentaje fue del 11%. En cuanto a las profesiones, el sector principal eran trabajadores altamente cualificados (juristas, economistas, ingenieros informáticos, managers, etc,) con el 21% de los cuales el 83% eran hombres.
Dos meses después, se publicó el tercer análisis con 35 018 firmas. Los cambios fueron significativos. La proporción femenina aumentó al 21% y los trabajadores de clase media en un 23%. Tanto las regiones de Moscú como la de Leningrado continuaron a la cabeza con casi un 45% entre ambas. El distrito del Volga entró con fuerza en el listado con un 6,9%.

## Contracampaña
En contraste, el ultraconservador y ultranacionalista columnista Nikolái Stárikov creó una segunda website partidaria de la continuidad de Putin e hizo un llamamiento a la participación. En cinco días obtuvo 6616 firmas (1648 no fueron confirmadas por problemas técnicos). Poco después la web fue hackeada por un grupo anónimo.
En su declaración para "Putin no debe marcharse" declaró:

La democracia es una elección, un punto de vista y la posibilidad de decir "sí" o "no". Pero aquellos que hablan de democracia y de libertad actúan al revés. Ellos [Putin debe marcharse] escribieron una dirección web y organizaron un espacio de firmas para pedir que Putin abandone la política, sin embargo no se permite el darle el apoyo. Qué clase de democracia es esa? Aquella que no permite elección?. Esa es "su" democracia